# 鶴岡市立図書館
鶴岡市立図書館（つるおかしりつとしょかん）は、山形県鶴岡市にある公共図書館である。本館のほかに、藤島・羽黒・櫛引・朝日・温海に分館を設置している。鶴岡市立図書館本館の2階には鶴岡市郷土資料館がある。

## 本館
- 所在地
〒997-0036 山形県鶴岡市家中新町14-7
- 開館時間
AM9:30 - PM7:00（12月-2月はPM6:00まで、土・日・祝日はAM9:30 - PM:5:00）
- 休館日
  - 月曜日（月曜日が祝日の場合は翌火曜日）
  - 年末年始（12月29日 - 1月3日）
  - 特別整理期間

## 分館

### 藤島分館
東田川文化記念館内の旧郡会議事堂の1階に併設。
- 所在地
〒999-7601 山形県鶴岡市藤島字山の前99
- 開館時間
AM9:00 - PM5:00
- 休館日
  - 月曜日
  - 年末年始（12月29日 - 1月3日）

### 羽黒分館
鶴岡市羽黒庁舎の中に位置。
- 所在地
〒997-0141 鶴岡市羽黒町荒川字前田元89
- 開館時間
AMK9:00 - PM6:00
- 休館日
  - 年末年始（12月29日 - 1月3日）

### 櫛引分館
櫛引情報センター内に位置
- 所在地
- 開館時間
AM9:00 - PM6:00
- 休館日
  - 月曜日（月曜日が祝日の場合は翌火曜日）
  - 年末年始

### 朝日分館
朝日地域中央生涯施設「すまいる」に併設している。
- 所在地
〒997-0404 山形県鶴岡市下名川字落合220
- 開館時間
AM9:00 - PM7:00（土・日・祝日はAM9:00 - PM5:00）
- 休館日
  - 月曜日（月曜日が祝日の場合は翌火曜日）
  - 年末年始（12月29日 - 1月3日）

### 温海分館
2005年に開設。鶴岡市温海ふれあいセンター内に位置。
- 所在地
〒999-7205 山形県鶴岡市温海戊577-1
- 開館時間
AM9:00 - PM5:00
- 休館日
  - 年末年始（12月29日 - 1月3日）